# Strukkamphuks fyr
Strukkamphuks fyr ligger på ön Fehmarn i Tyskland direkt väster om Fehmarnsundsbron. Den är endast tillgänglig för fotgängare från Fehmarnsundsbron eller för campinggäster från campingplatsen i Strukkamphuk. Interiören i den mycket lilla fyren kan inte besökas. Tillsammans med Flügge fyr utgör den ensfyr för farlederna genom Fehmarnsund.

## Historia
Den första fyren uppfördes 1872 på en tre meter hög trästomme. Denna följdes 1896 av ett lanternhus i järn, som 1935 ersattes av dagens betongtorn. Dess fyr var utrustad med ett ljus av flytande gas. Elektrifieringen skedde 1954 med en 40 W glödlampa. Sedan 2000 används en halogenlampa som ljuskälla, och det finns ytterligare fem ersättningslampor i lampväxlaren.

## Bilder

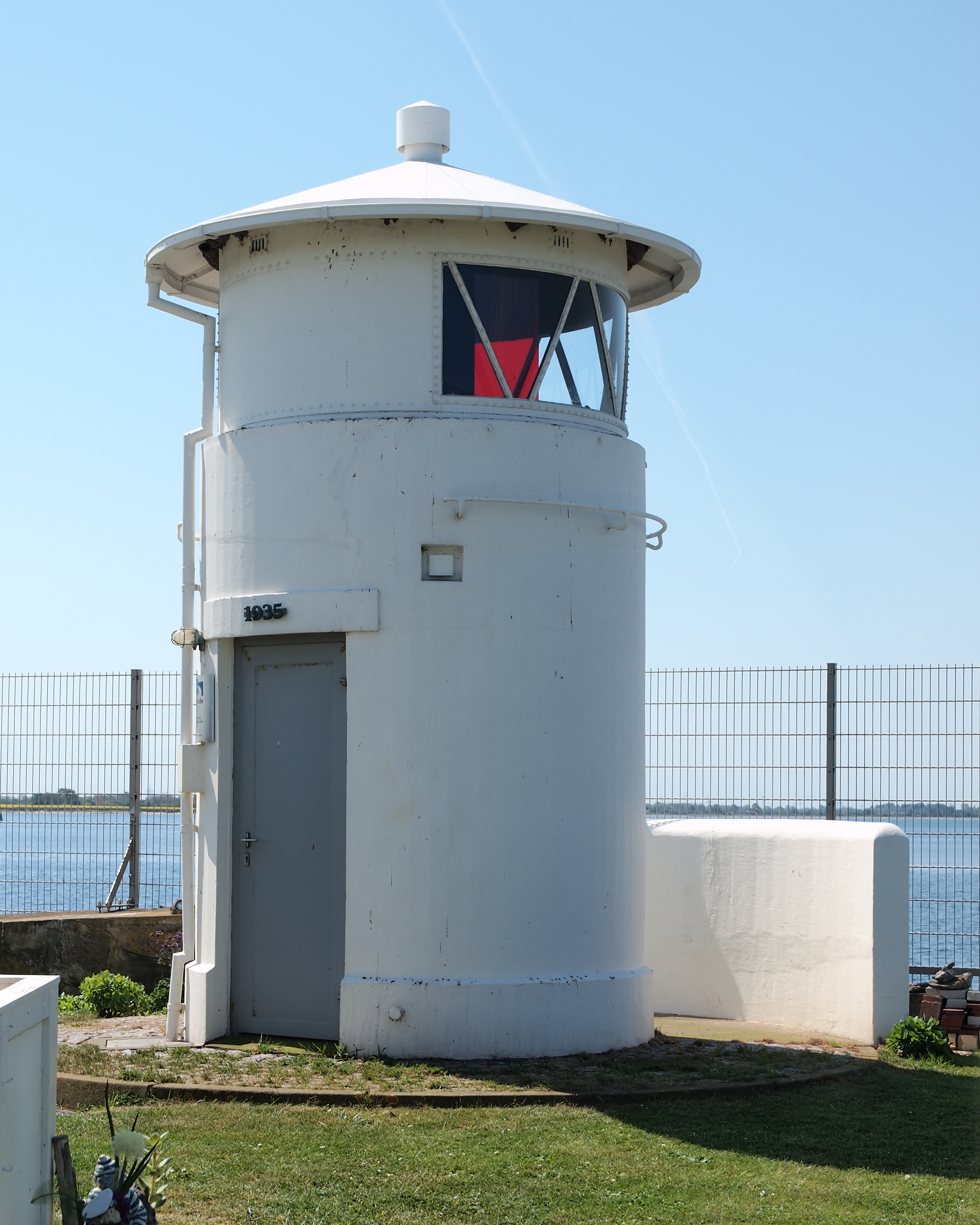
Fyren 2012
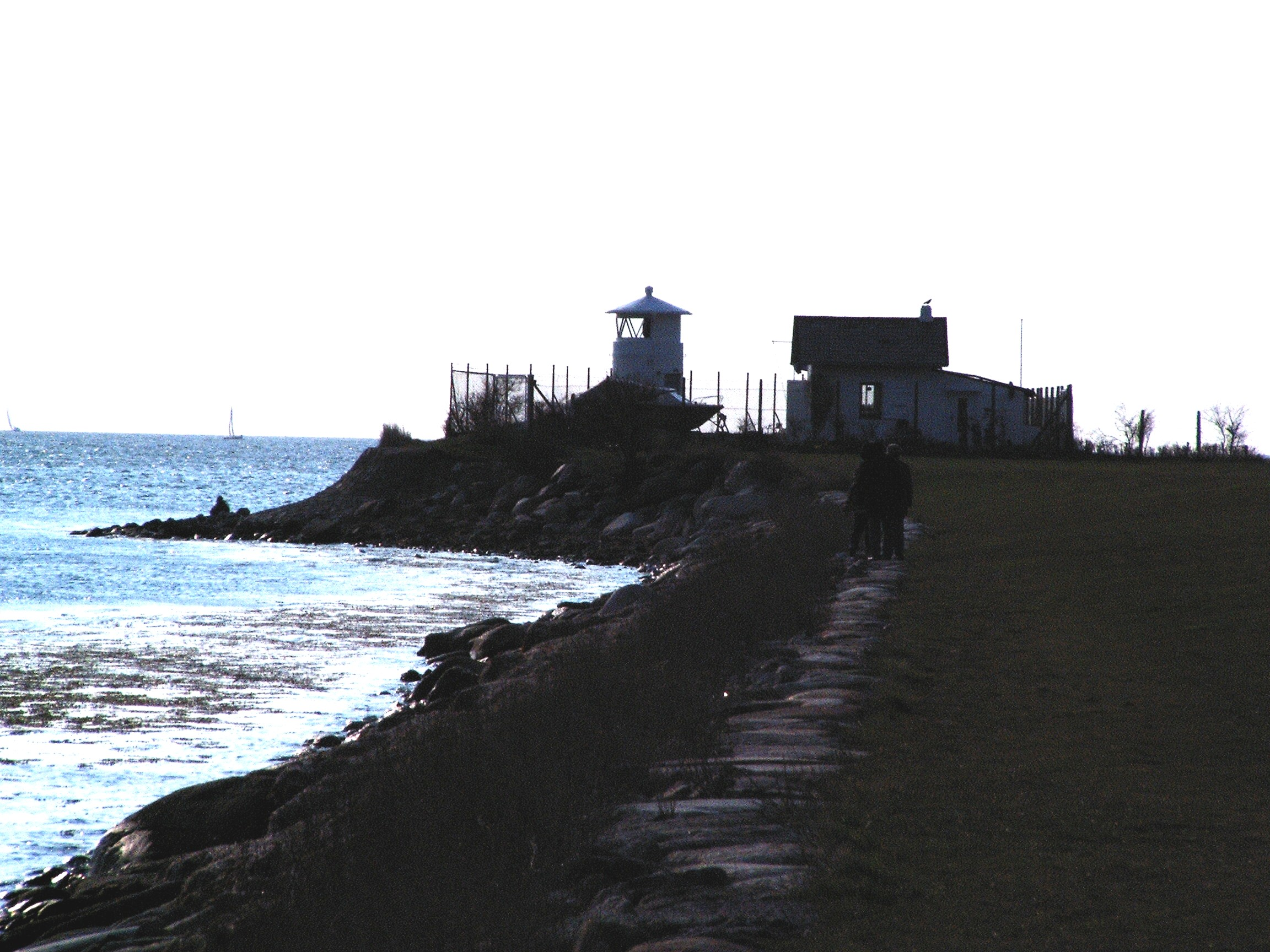
Fyren Strukkamphuk
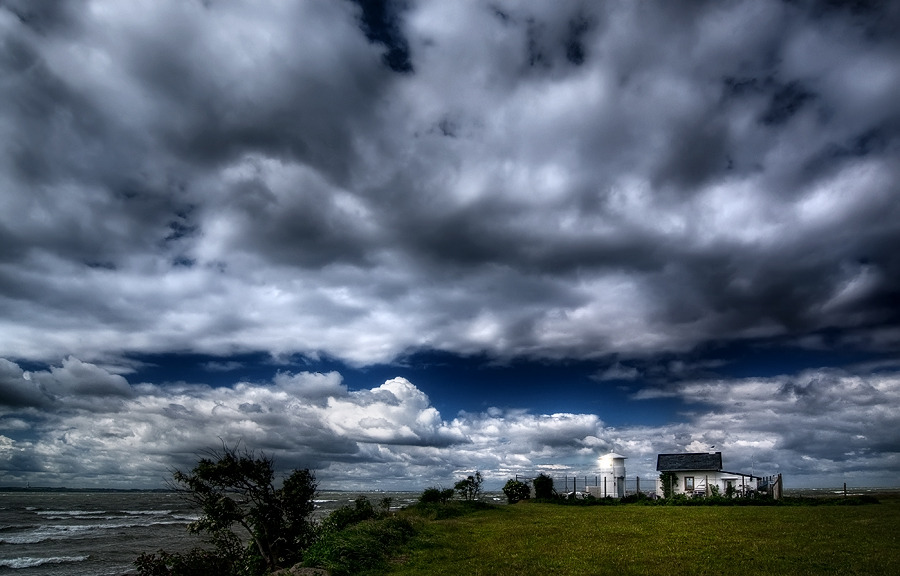
Leuchtfeuer Strukkamphuk
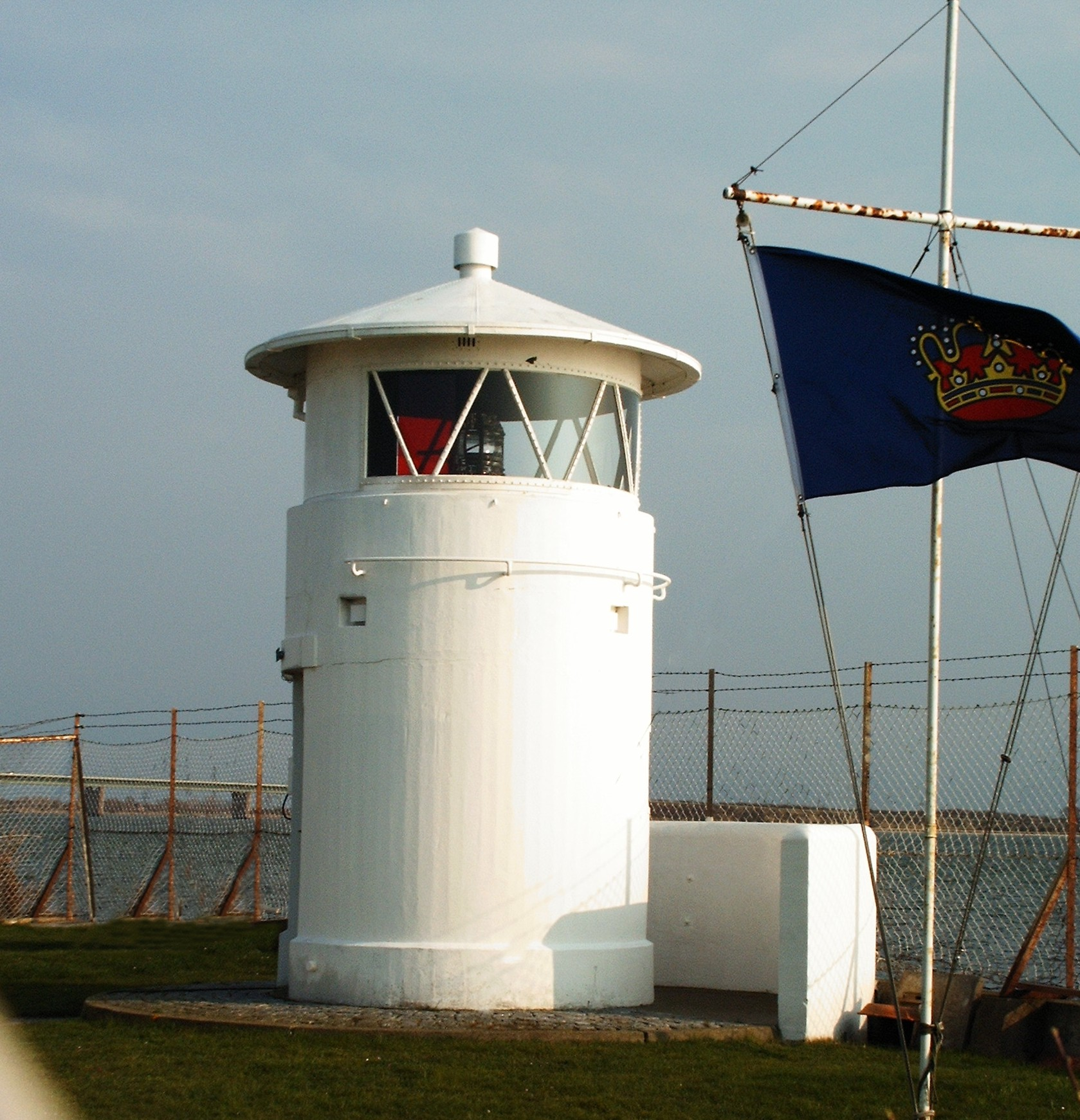
2006
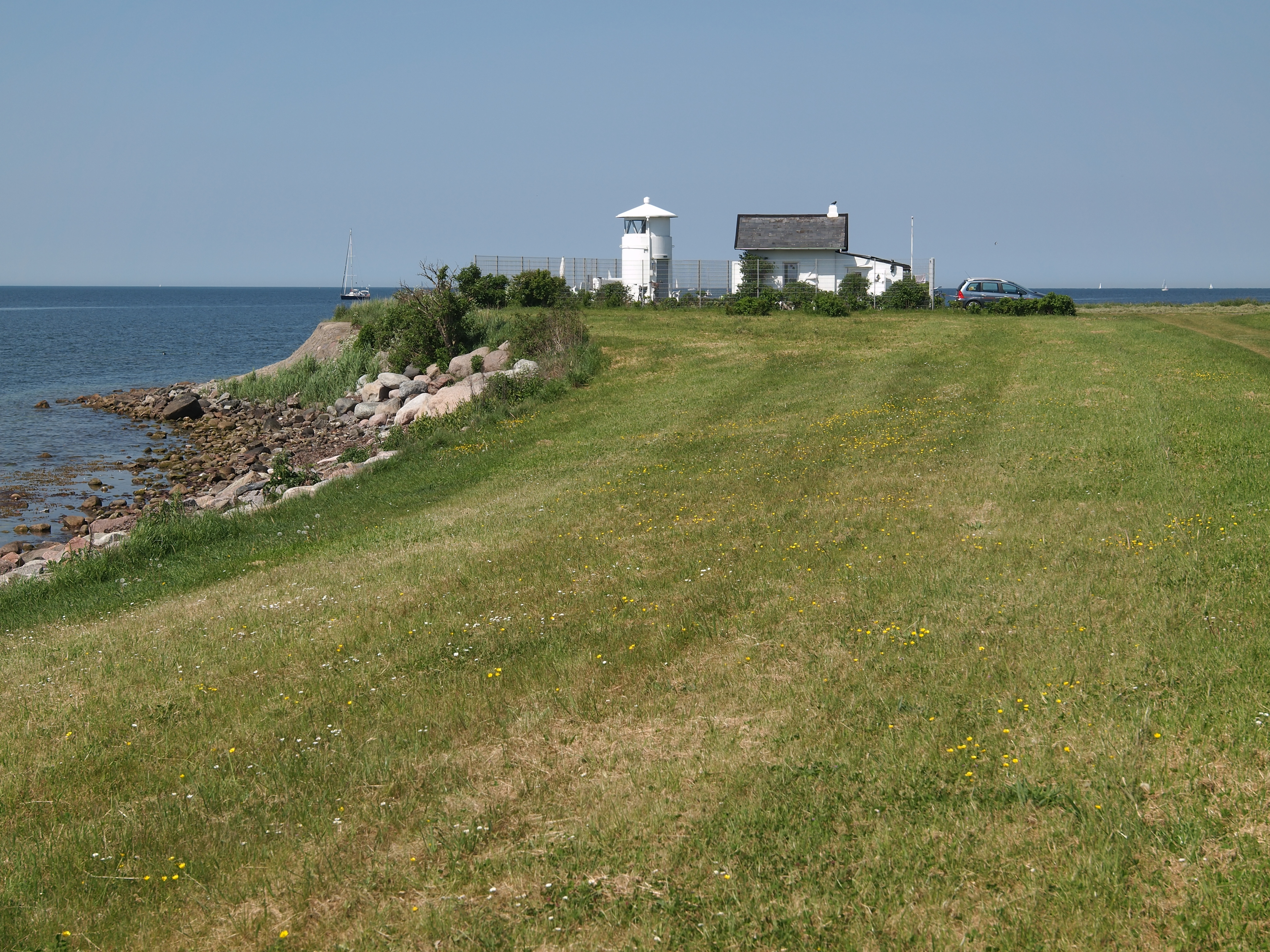
2012